# 蓋娜
蓋娜。在北歐神話中，是「風」的化身。她是女神弗麗嘉（Frigg）的仕女之一。一般皆認為，這些侍女都是她部份性格的化身。
弗麗嘉有許多侍女，蓋娜是主要的三名侍女之一，另外兩名是芙拉（Fulla）和赫琳（Hlín）。身為風之化身的蓋娜，她主要的工作就是作為弗麗嘉的信使，其性質類似奧丁（Odin）的信使神──赫爾莫德（Hermod）。她還有一匹名為霍瓦爾普尼爾（Hofvarpnir）的馬，當蓋娜騎著馬飛翔於天空時，甚至連華納神族（Vanir）的神也感到嘆為觀止。